# Mistrzostwa Świata w Lekkoatletyce 2019 – sztafeta 4 × 400 m mężczyzn
Sztafeta 4 × 400 m mężczyzn – jedna z konkurencji biegowych rozgrywanych podczas lekkoatletycznych mistrzostw świata na Stadionie Międzynarodowym Chalifa w Dosze.

## Terminarz
| Data           | Godzina |            |
| -------------- | ------- | ---------- |
| 5 października | 20:25   | Eliminacje |
| 6 października | 21:30   | Finał      |

## Rekordy
Tabela prezentuje rekord świata, rekordy poszczególnych kontynentów, mistrzostw świata, a także najlepszy rezultat na świecie w sezonie 2019 przed rozpoczęciem mistrzostw.
|                            | Zawodnik                                                                                   | Wynik   | Miejsce     | Data                  |
| -------------------------- | ------------------------------------------------------------------------------------------ | ------- | ----------- | --------------------- |
| Rekord świata              | Stany Zjednoczone · (Andrew Valmon, Quincy Watts, Harry Reynolds, Michael Johnson)         | 2:54,29 | Stuttgart   | 22 sierpnia 1993(dts) |
| Listy światowe             | Texas A&M University (Bryce Deadmon, Robert Grant, Kyree Johnson, Devin Dixon)             | 2:59,05 | Austin      | 7 czerwca 2019(dts)   |
| Rekord mistrzostw świata   | Stany Zjednoczone · (Andrew Valmon, Quincy Watts, Harry Reynolds, Michael Johnson)         | 2:54,29 | Stuttgart   | 22 sierpnia 1993(dts) |
| Rekord Afryki              | Nigeria · (Clement Chukwu, Jude Monye, Sunday Bada, Enefiok Udo-Obong)                     | 2:58,68 | Sydney      | 30 września 2000(dts) |
| Rekord Ameryki Południowej | Brazylia · (Eronilde de Araújo, Cleverson da Silva, Claudinei da Silva, Sanderlei Parrela) | 2:58,56 | Winnipeg    | 30 lipca 1999(dts)    |
| Rekord Ameryki Północnej   | Stany Zjednoczone · (Andrew Valmon, Quincy Watts, Harry Reynolds, Michael Johnson)         | 2:54,29 | Stuttgart   | 22 sierpnia 1993(dts) |
| Rekord Australii i Oceanii | Australia · (Bruce Frayne, Gary Minihan, Rick Mitchell, Darren Clark)                      | 2:59,70 | Los Angeles | 11 sierpnia 1984(dts) |
| Rekord Azji                | Katar · (Abderrahaman Samba, Mohamed Nasir Abbas, Mohamed El Nour, Abd al-Ilah Harun)      | 3:00,56 | Dżakarta    | 30 sierpnia 2018(dts) |
| Rekord Europy              | Wielka Brytania · (Iwan Thomas, Mark Richardson, Jamie Baulch, Roger Black)                | 2:56,60 | Atlanta     | 3 sierpnia 1996(dts)  |

## Wyniki

### Eliminacje
Awans: 3 najlepsze sztafety z każdego biegu (Q) oraz 2 z najlepszymi czasami wśród przegranych (q). Źródło: iaaf.org.
| Pozycja | Bieg | Tor | Państwo           | Zawodnicy                                                                          | Czas    | Uwagi  |
| ------- | ---- | --- | ----------------- | ---------------------------------------------------------------------------------- | ------- | ------ |
| 1.      | 1    | 4   | Stany Zjednoczone | Tyrell Richard, Vernon Norwood, Wilbert London, Nathan Strother                    | 2:59,89 | Q      |
| 2.      | 2    | 5   | Jamajka           | Akeem Bloomfield, Nathon Allen, Terry Thomas, Javon Francis                        | 3:00,76 | Q,     |
| 3.      | 2    | 6   | Belgia            | Dylan Borlée, Julien Watrin, Jonathan Sacoor, Kévin Borlée                         | 3:00,87 | Q,     |
| 4.      | 1    | 9   | Kolumbia          | Jhon Perlaza, Diego Palomeque, Jhon Solís, Anthony Jose Zambrano                   | 3:01,06 | Q,     |
| 5.      | 2    | 8   | Trynidad i Tobago | Asa Guevara, Jereem Richards, Darren Alfred, Deon Lendore                          | 3:01,35 | Q      |
| 6.      | 2    | 7   | Francja           | Ludvy Vaillant, Christopher Naliali, Thomas Jordier, Mame-Ibra Anne                | 3:01,40 | q,     |
| 7.      | 1    | 8   | Włochy            | Edoardo Scotti, Vladimir Aceti, Matteo Galvan, Davide Re                           | 3:01,60 | Q,     |
| 8.      | 1    | 6   | Wielka Brytania   | Cameron Chalmers, Rabah Yousif, Lee Thompson, Martyn Rooney                        | 3:01,96 | q,     |
| 9.      | 1    | 7   | Japonia           | Julian Jrummi Walsh, Shōta Iizuka, Kentarō Satō, Kota Wakabayashi                  | 3:02,05 | SB     |
| 10.     | 2    | 3   | Południowa Afryka | Thapelo Phora, Gardeo Isaacs, Ranti Dikgale, Derrick Mokaleng                      | 3:02,06 | SB     |
| 11.     | 2    | 9   | Czechy            | Jan Tesař, Michal Desenský, Patrik Šorm, Vít Müller                                | 3:02,97 | SB     |
| 12.     | 2    | 4   | Indie             | Amoj Jacob, Muhammed Anas Yahiya, Jeevan Karekoppa Suresh, Noah Nirmal Tom         | 3:03,09 |        |
| 13.     | 1    | 3   | Hiszpania         | Óscar Husillos, Samuel García, Julio Arenas, Darwin Echeverry                      | 3:04,27 | SB     |
| 14.     | 1    | 2   | Australia         | Steven Solomon, Alexander Beck, Murray Goodwin, Ian Halpin                         | 3:05,49 |        |
| 15.     | 2    | 2   | Katar             | Bassem Hemeida, Abubaker Haydar Abdalla, Ashraf Hussein Osman, Mohamed Nasir Abbas | 3:06,25 |        |
| -       | 1    | 5   | Botswana          | Zibane Ngozi, Ditiro Nzamani, Onkabetse Nkobolo, Leungo Scotch                     | DSQ     | 170.19 |

### Finał
Źródło: iaaf.org.
| Pozycja | Tor | Państwo           | Zawodnicy                                                           | Czas    | Uwagi |
| ------- | --- | ----------------- | ------------------------------------------------------------------- | ------- | ----- |
| 01 !    | 4   | Stany Zjednoczone | Fred Kerley, Michael Cherry, Wilbert London, Rai Benjamin           | 2:56,69 | WL    |
| 02 !    | 5   | Jamajka           | Akeem Bloomfield, Nathon Allen, Terry Thomas, Demish Gaye           | 2:57,90 | SB    |
| 03 !    | 7   | Belgia            | Jonathan Sacoor, Robin Vanderbemden, Dylan Borlée, Kévin Borlée     | 2:58,78 | SB    |
| 4.      | 6   | Kolumbia          | Jhon Perlaza, Diego Palomeque, Jhon Solís, Anthony Jose Zambrano    | 2:59,50 | NR    |
| 5.      | 9   | Trynidad i Tobago | Asa Guevara, Jereem Richards, Deon Lendore, Machel Cedenio          | 3:00,74 | SB    |
| 6.      | 8   | Włochy            | Davide Re, Vladimir Aceti, Matteo Galvan, Edoardo Scotti            | 3:02,78 |       |
| 7.      | 3   | Francja           | Ludvy Vaillant, Christopher Naliali, Thomas Jordier, Mame-Ibra Anne | 3:03,06 |       |
| -       | 2   | Wielka Brytania   | Cameron Chalmers, Toby Harries, Rabah Yousif, Lee Thompson          | DNF     |       |